# Walter Verri
Walter Verri (Paysandú, 1 de agosto de 1962) es un político uruguayo perteneciente al Partido Colorado.

## Ámbito político
Fue Edil titular del Partido Colorado en el Departamento de Paysandú – períodos 1990 – 1995 – 2000 (en esta última elección encabezó la lista más votada). Durante su actuación como edil fue tres veces Vicepresidente de la Junta Departamental de Paysandú. En las Elecciones Nacionales del año 2004 y Departamentales del año 2005 no integró ninguna lista. Además, fue Secretario General del Partido Colorado en Paysandú durante 2 años. 
En 2008, funda Vamos Uruguay junto a Pedro Bordaberry. 
En octubre de 2009, resulta elegido diputado por el departamento, recuperando la banca que se había perdido en las elecciones anteriores.
En 2012 encabezó, junto al diputado Germán Cardoso, la campaña de recolección de firmas que habilitó el plebiscito, que tendrá lugar en octubre próximo, para que la ciudadanía decida si bajar la edad de imputabilidad de los infractores a las leyes y habilitar, al mismo tiempo,  un nuevo sistema de reclusión para menores de 18 años tendiente a la rehabilitación y reinserción en la sociedad de quienes delinquen. La campaña, que fue la primera experiencia del Partido Colorado en convocar a la ciudadanía a un plebiscito, reunió más de 400.000 firmas en 11 meses.
Representó al Partido Colorado en la comisión multipartidaria para la regulación de la actividad minera de gran porte,  que posibilitó el acuerdo de diciembre de 2012 entre el Poder Ejecutivo y todos los partidos con representación parlamentaria y derivó en  la promulgación de la ley que regula la explotación de tales recursos.
También fue el miembro informante por el Partido Colorado en el tratamiento de la Ley de Medios.
Integra desde el año 2010 la Comisión de Industrias, Energía y Minería, de la cual fue Vicepresidente en 2011. Además, en 2011 también integró la Comisión Especial con fines legislativos para tratar temas  vinculados al lavado de activos y crimen organizado. En 2012 integró la Comisión Especial con fines Legislativos a los efectos de considerar proyectos relativos a la regulación de la actividad minera de gran porte. Desde 2012 integra la Comisión de Innovación, Ciencia y Tecnología, a la cual presidió en 2013.
En 2014 ocupa la Presidencia de la Comisión de Industrias, Energía y Minería.
Actualmente integra el Comité Ejecutivo Nacional de “Vamos Uruguay” y el Comité Ejecutivo Nacional del Partido Colorado.
En las Elecciones Nacionales de 2014 resulta reelecto diputado.
En las Elecciones Municipales de 2015 fue candidato a la Intendencia de Paysandú.

## Elecciones de 2019
De cara a las internas de junio de 2019, Verri adhiere a la agrupación Batllistas, apoyando la precandidatura de Julio María Sanguinetti.

## Elecciones de 2024
Verri adhiere la candidatura de Tabaré Viera y es electo diputado por el departamento de Paysandú (2025-2030).